# Доронін Кирило Олексійович
Кирило Олексійович Доронін (рос. Кирилл Алексеевич Доронин; нар. 25 березня 1938, Москва, СРСР — пом. 4 травня 2012, Москва, Росія) — радянський футболіст, суддя та тренер.

## Життєпис
Батько — Олексій Степанович, працівник міністерства лісового господарства СРСР. Мати — Зінаїда Семенівна, лікар-інфекціоніст. Дружина — Світлана Павлівна Дороніна.
Старший брат Микола з дитинства займався з Кирилом футболом, особливо на дачі в Малаховці. Згодом вихованець юнацьких клубних команд ЦСКА і ФШМ.
Основне амплуа — нападник. Виступав за «Крила Рад» (Куйбишев) — 1957-1958 (по червень), «Торпедо» (М) — 1959-1960, ЦСКА — 1961-1962, СКА (Ростов-на-Дону) - 1963-1964, «Зоря» (Луганськ) — 1965-1967, «Політвідділ» (Ташкентська область) — 1968-1969, «Спартак» (Кострома) — 1969. Капітан команди ветеранів Москви (1994-2005).
Судити почав з 1972, у вищій лізі чемпіонату СРСР з 1980 по 1988 рік, провів 210 матчів, з них головним суддею 135, на початку 90-х був арбітром в товариських матчах за участю перших осіб держави. У списках найкращих суддів за 1982, 1983 та 1985 рік. Інспектував матчі Прем'єр-Ліги з 1994 року.
Тренерська кар'єра: тренер ФК «Асмарал» Москва (1990-1991), клубних юнацьких команд СК «Медик» (1973-1976), «Станколінія» (1977-1979), головний тренер жіночої команди «Локомотив» Москва (1993).

## Досягнення
«Торпедо» (Москва)
- Вища ліга чемпіонату СРСР
  -  Чемпіон (1): 1960

- Кубок СРСР
  -  Володар (1): 1960